# Borcsa (keresztnév)
A Borcsa női név a Borbála önállóvá vált beceneve.

## Rokon nevek
Babiána, Bara, Barbara, Babita, Barbarella, Biri, Bora, Bori, Borbála, Boris, Boriska, Borka, Boróka, Varínia

## Gyakorisága
Az újszülötteknek az 1990-es években nem lehetett anyakönyvezni. A 2000-es és a 2010-es években sem szerepelt a 100 leggyakrabban adott női név között.
A teljes népességre vonatkozóan a Borcsa sem a 2000-es, sem a 2010-es években nem szerepelt a 100 leggyakrabban viselt női név között.

## Névnapok
- december 4.[2]

## Híres Borcsák
- Fiala Borcsa magyar  újságíró, író